# کانیشکا دوم
کانیشکا دوم (برهنی:  Kā-ṇi-ṣka) یکی از شاهنشاهان کوشانی بود که از سال ۲۳۲ تا ۲۴۷ میلادی به مدت ۱۵ سال حکمرانی کرد.

## سکه‌شناسی

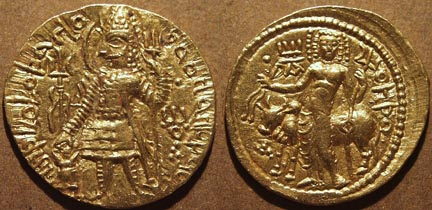
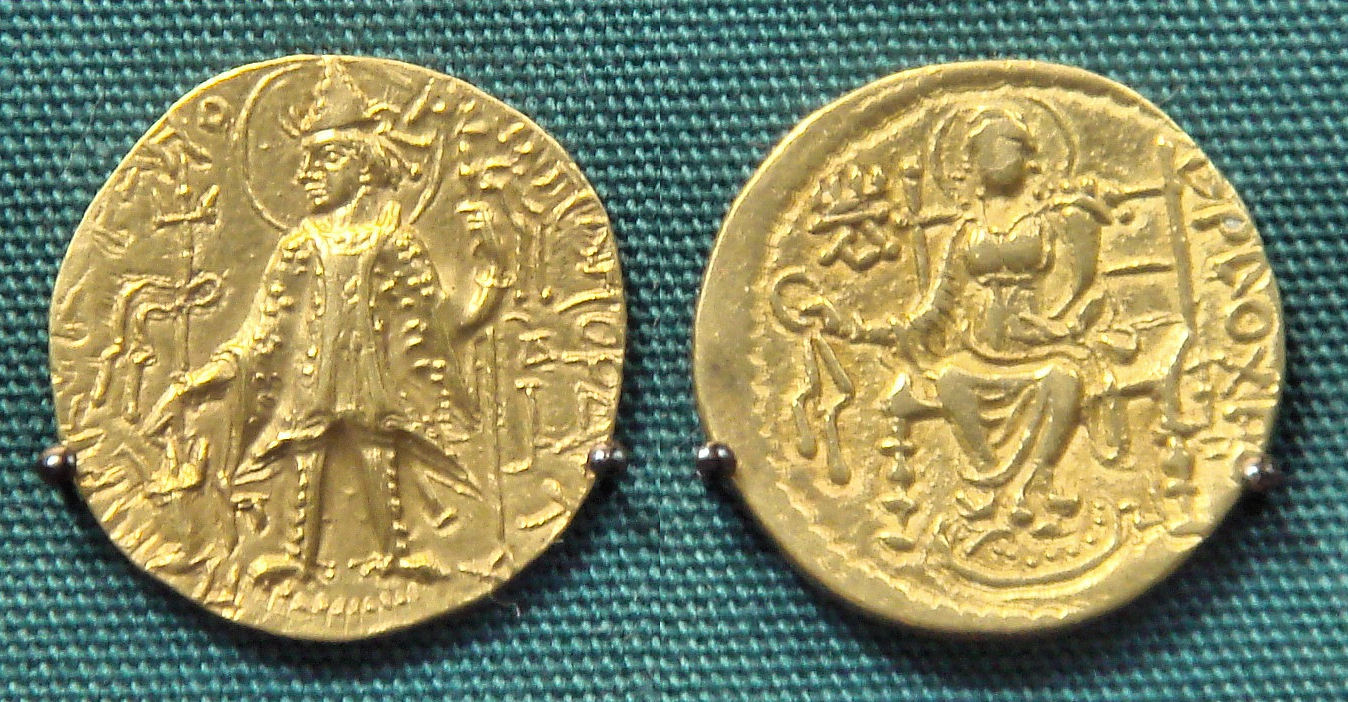
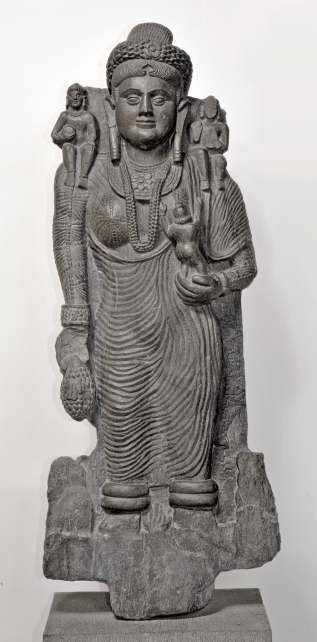

- [۲]